# Oenothalia nigriceps
Oenothalia nigriceps là một loài bướm đêm trong họ Geometridae.